# Adolf Friedrich Stenzler
Adolf Friedrich Stenzler (født 9. juli 1807 i Wolgast, Forpommern, død 27. februar 1887 i Breslau) var en tysk orientalist.
Stenzler studerede først teologi, derefter orientalske sprog ved universitetet i Greifswald og (navnlig sanskrit) i Berlin og Bonn. Efter et ophold i Paris og London modtog han ansættelse som professor i indisk filologi ved universitetet i Breslau. Hans arbejder, der alle vedrører sanskritlitteraturen, er følgende: Brahma-Vaivarta-Purani Specimen (1829), Raghuvansa, Kalidasae carmen, Sanskrite et Latine (1832), Kumara-Sambhava, Kalidasae carmen, Sanskrite et Latine (1838), Mricchakatika, id est Curriculum figlinum Sudrakae regis, Sanskrite (1847), Yajñavalkya’s Gesetzbuch. Sanskrit und Deutsch
(1849), Indische Hausregeln, Sanskrit und Deutsch, mit Wörterverzeichniss (i Abhandlungen für die Kunde des Morgenlandes, bind III, IV, VI, IX; 1864—86), Kalidasa, Meghaduta, der Wolkenbote, mit kritischen Anmerkungen und Wörterbuch herausgegeben (1874), The Institutes of Gautama, edited (1876). Desuden har han leveret en i sin tid meget benyttet begynderbog i sanskrit: Elementarbuch der Sanskritsprache. Grammatik, Text, Wörterbuch (1868 ff., 7. oplag, omarbejdet af Richard Pischel, 1902).